# Minnesota Lake
La ville de Minnesota Lake est située dans les comtés de Blue Earth et Faribault, dans l’État du Minnesota, aux États-Unis. Sa population s’élevait à 687 habitants lors du recensement de 2010, estimée à 657 habitants en 2016. La majeure partie de Minnesota Lake s’étend sur le comté de Faribault.

## Source
- (en) Cet article est partiellement ou en totalité issu de l’article de Wikipédia en anglais intitulé « Minnesota Lake, Minnesota » (voir la liste des auteurs).